# Хлорофилл b
Хлорофилл b — форма хлорофилла, один из вспомогательных пигментов фотосинтеза у высших растений, зеленых водорослей и эвгленовых, а также у цианобактерий группы прохлорофит. 
У цианобактерий рода Prochlorococcus обнаружена его специальная форма, дивинил-хлорофилл b, иногда называемый хлорофиллом b2
Хлорофилл b отличается от хлорофилла а наличием формильного радикала вместо метильного в положении 7 хлоринового кольца. Из-за этого по сравнению с хлорофиллом а более растворим в полярных растворителях. Поглощает свет преимущественно синей части спектра, и поэтому имеет жёлто-зеленый цвет.
Подавляющая часть хлорофилла b у содержащих его организмов присутствует в составе светособирающих комплексов фотосистемы II. В природе хлорофилл b никогда не встречается в комплексах реакционных центров.
Содержание хлорофилла b у высших растений и большинства зеленых водорослей составляет около 1/3 содержания хлорофилла a. Оно обычно увеличивается при адаптации к недостатку освещения из-за увеличения размера светособирающей антенны фотосистемы II. Одновременно темновая адаптация расширяет диапазон длин волн, поглощаемых хлоропластами, адаптированными к малой освещенности.